# Halve gulden

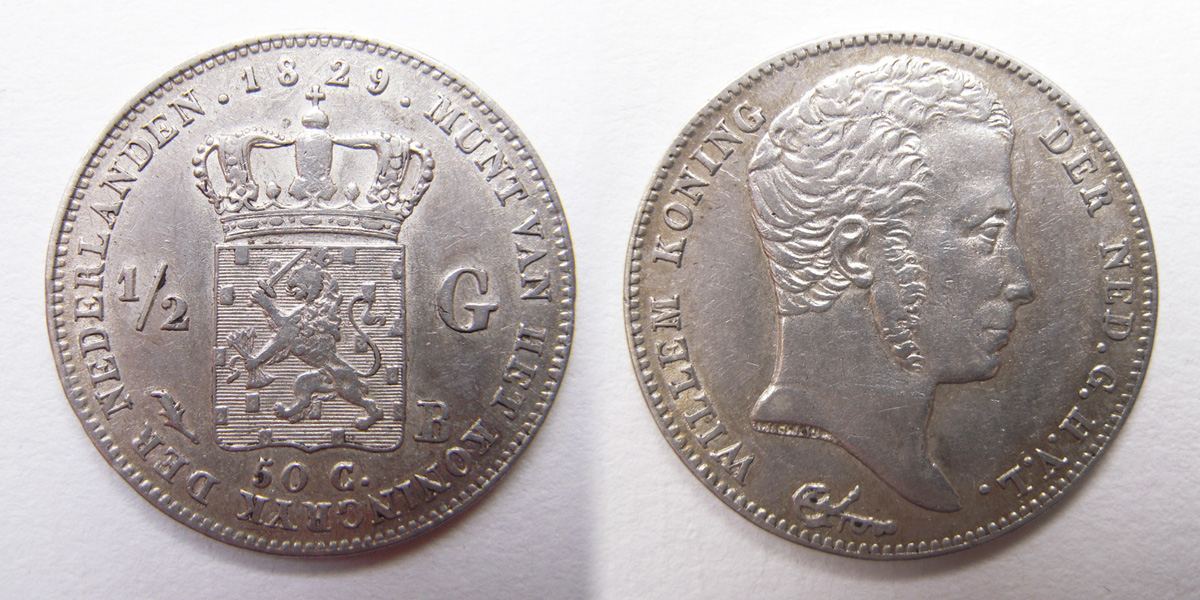
Halve gulden van koning Willem I, 1829, zilver, geslagen te Brussel.

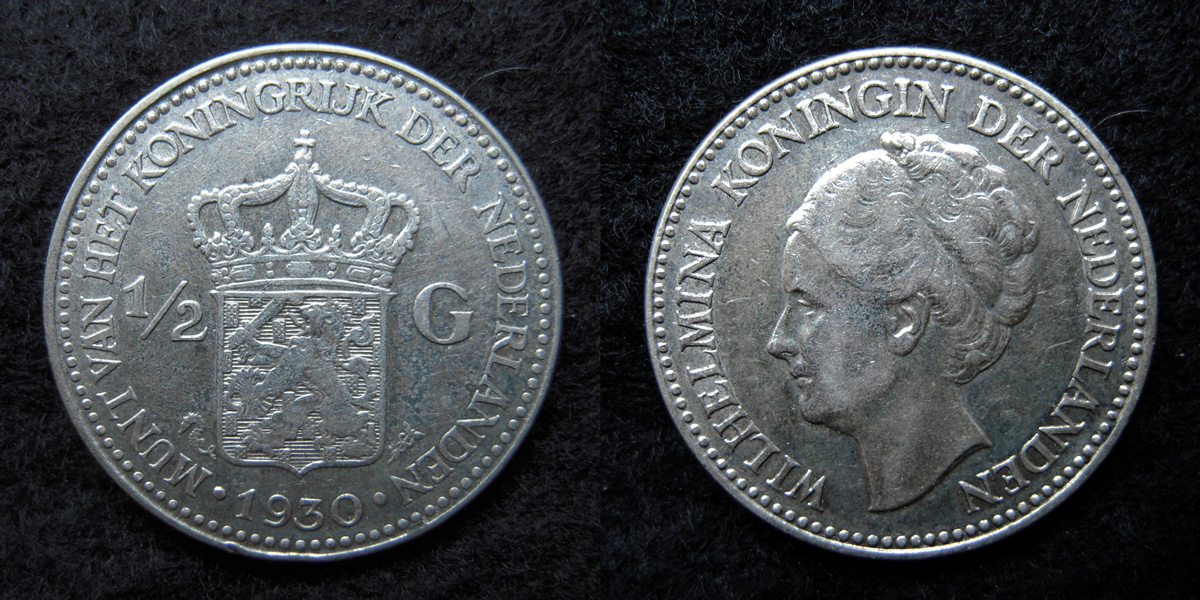
De laatste halve gulden, koningin Wilhelmina, 1930, zilver.

De halve gulden was een Nederlandse munt die in omloop was vanaf 1818 tot in 1948. 
De halve gulden werd gemaakt uit zilver.
De halve guldens van koning Willem I, geslagen vanaf 1818, hadden een zilvergehalte van 893/1000, een gewicht van 5,38 gram en een diameter van 24 mm. Deze werden net als de andere koninkrijksmunten in Utrecht geslagen en van 1824 tot 1830 ook in Brussel. Onder koning Willem II, vanaf 1846, steeg het zilvergehalte tot 945/1000, maar de munt werd iets kleiner en lichter, zodat het gewicht aan fijn zilver gelijk bleef.
In 1921, onder koningin Wilhelmina werd de halve gulden gedevalueerd door een verkleining tot 22 mm en een lager zilvergehalte: 720/1000.
De laatste halve guldens werden aangemunt in 1930. Behoudens de oorlogsjaren 1941-1945 bleven de halve guldens in omloop tot aan de geldhervorming van Lieftinck in 1948. Van het nieuwe naoorlogse muntstelsel maakte de halve gulden geen deel meer uit. Pas in 2001 met de introductie van de euro is er weer een halve-euromunt in omloop gekomen.
Van elke Koning staat op elke munt hetzelfde portret afgebeeld. Van Wilhelmina hebben drie verschillende portretten op de halve guldens gestaan, van 1898 t/m 1909, van 1910 t/m 1919 en van 1921 t/m 1930. Op de voorzijde stond het gekroond koninkrijkswapen met het omschrift "Munt van het koninkrijk der Nederlanden", net zoals de 1 guldenmunt en de rijksdaalder uit die tijd. Op de keerzijde stond rond het portret "Wilhelmina koningin der Nederlanden".
Tot 1904 stond onder het wapen "50 C." (50 cent).

## Provinciale halve gulden

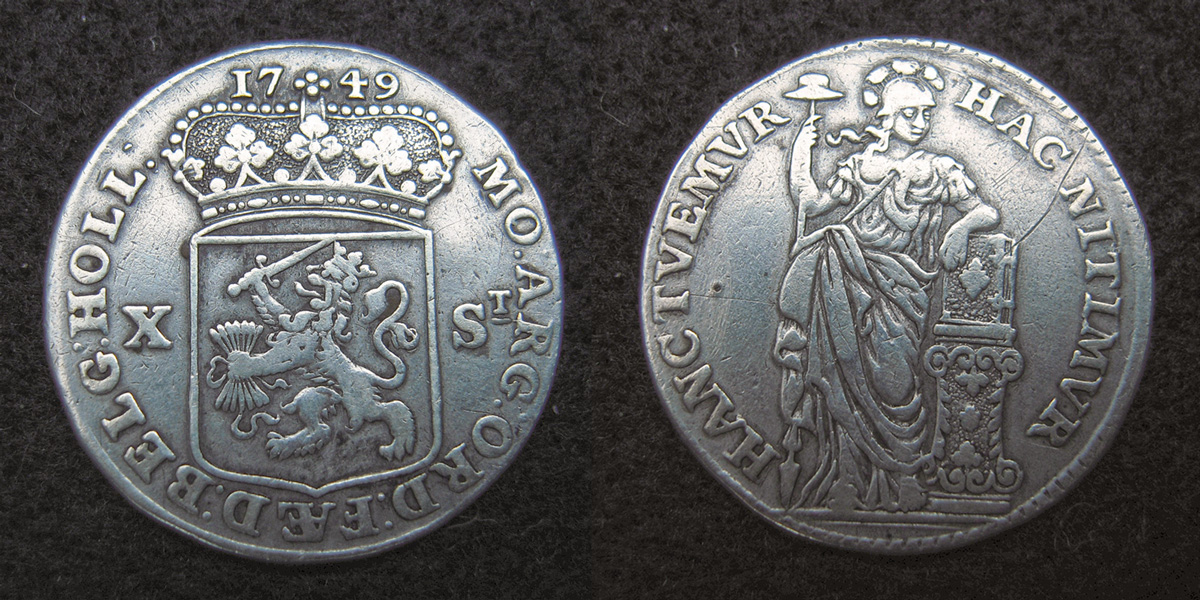
Holland, provinciale 10 stuivers of halve gulden 1749, zilver, geslagen te Dordrecht.

De halve gulden had een voorloper in de tijd van de Republiek der Zeven Verenigde Nederlanden, de provinciale halve gulden, die vanaf 1694 door de provincies Holland, West-Friesland, Zeeland, Utrecht, Gelderland en Friesland werd aangemunt. Deze had een waarde van 10 stuivers droeg op de voorzijde verschillende waardeaanduidingen ter weerszijden van het wapen: ½ GL., X ST., 10 ST. of soms helemaal geen. De aanduiding X ST. kwam het meest voor. Op de keerzijde stond de Nederlandse Maagd. De munt woog ruim vijf gram en het zilvergehalte bedroeg 920/1000.
Ook in de Bataafse republiek (1795-1806) werden door Utrecht en West-Friesland nog halve guldens geslagen.